# Banca centrale del Lussemburgo
La banca centrale del Lussemburgo è la banca centrale dello stato europeo del Lussemburgo.
Le monete e le banconote ufficiali che stampano e coniano è l'euro. Prima dell'adozione della moneta unica fino al 1999 usava il franco lussemburghese.